# Crossopetalum gentlei
Crossopetalum gentlei är en benvedsväxtart som först beskrevs av Lundell, och fick sitt nu gällande namn av Lundell. Crossopetalum gentlei ingår i släktet Crossopetalum och familjen Celastraceae. Inga underarter finns listade.